# Junia Silana
Junia Silana est la fille de Marcus Julius Silanus qui fut consul suffect en 15 ap. J.-C. Elle est la sœur de Junia Claudilla, première femme de Caligula.
Après l'avènement de Claude, elle est mariée à Caius Silius, réputé comme elle pour sa beauté. La beauté de C. Silius déclenche une vive passion chez Messaline, femme de l'empereur ; elle le séduit et l'incite à répudier sa femme. Elle s'affiche avec lui sans se cacher. La conduite des deux amants les pousse finalement à leur perte.
Junia Silana était célèbre dans sa jeunesse par sa beauté et Tacite parle de la licence de ses mœurs. L'âge lui enleva sa beauté, sans lui donner plus de retenue. Après avoir été la belle-sœur et l'amie d'Agrippine la jeune, mère de Néron, elle en devint l'ennemie ; Agrippine la traitait d’impudica et rergens annix (« femme dissolue et vieillissante »). Elle était à la recherche d'amants et de maris. Iturius et Calvisius, après avoir dilapidé toute leur fortune, se prostituèrent pour dernière ressource à la vieillesse de Silana, qui chercha en même temps à se faire épouser par Titus Sextius Africanus, jeune homme appartenant à la haute aristocratie de Rome, mais Agrippine n'eut pas de difficulté à le dégoûter de cette « vieille débauchée ». Silana, pour s'en venger, accusa faussement Agrippine d'attenter à la vie de Néron, mais la calomnie étant reconnue, elle fut exilée et mourut à Tarente en 59.

## Sources anciennes
- Tacite, Annales [lire en ligne], XI, 12 ; XIII, 19-21.
- Suétone, Caligula, 12.